# Yes&No
Yes&No è un cortometraggio d'animazione diretto dal regista Bruno Bozzetto.

## Trama
Un film ironico sul codice della strada.